# Atac a Serinhan
L'atac a Serinhan, esdevingut el febrer de 1286, fou un dels darrers combats de la Croada contra la Corona d'Aragó.

## Antecedents
El papa Martí IV, que havia succeït Climent IV, Carles I d'Anjou, va declarar al rei Pere el Gran privat dels seus regnes, i donà la investidura del Regne de Sicília a Carles I d'Anjou.
Els francesos ocuparen la Vall d'Aran i l'any següent ho provaren amb les tropes que tenien al regne de Navarra, però en el contraatac catalano-aragonès de l'any 1284, assetjaren Tudela. El 1285 els francesos entraren pel territori rossellonès de Jaume II de Mallorca amb un exèrcit de 100.000 infants, 16.000 cavallers i 17.000 ballesters comandat pel mateix Felip III de França, i acamparen a Elna i Perpinyà, passant pel Coll de la Maçana el juny. Els catalans van aplicar la terra cremada, i els francesos entraren a Castelló d'Empúries, Girona, Figueres, Roses, Sant Feliu de Guíxols i Blanes, i Peralada fou destruïda sense aconseguir rendir-la.
L'estol català, provinent de Sicília comandat per Roger de Llúria va derrotar la flota francesa a la batalla naval de les Formigues, recuperant el territori del nord. En aquell moment la disenteria s'estengué entre els francesos, que envoltats, sense proveïments i malalts, hagueren de retirar-se essent batuts a la batalla del coll de Panissars. Incapaços de mantenir-les per manca de forniments, els francesos rendiren totes les viles que encara tenien a l'Empordà i Girona, emperò els francesos encara controlaven el Rosselló.
Pere el Gran envià una flota contra el seu germà Jaume II de Mallorca, a qui confiscà el regne, però va morir pocs dies després a Vilafranca.

## Batalla
Roger de Llúria va atacar el Llenguadoc que des de l'extinció de la dinastia del Comtat de Tolosa el 1271 formava part del Regne de França, el febrer de 1286, com a venjança per la invasió que els francesos van fer a Catalunya uns mesos abans, i amb la intenció de minvar les possibilitats d'aprovisionament de naus i homes per al bàndol angeví en la Guerra de Sicília, arribant amb una flota de galeres fins a les platges de Valrans, que fou saquejada i cremada, i va remuntar a peu amb dos mil almogàvers el riu Orb fins a arribar a Serinhan.
Els francesos de Besers, alertats de les accions catalanes, van formar un exèrcit de trenta mil homes amb tres-cents cavallers per anar-hi a l'encontre, que fou rebut amb foc dels ballesters catalans, i tot i estar en inferioritat numèrica, els almogàvers van atacar provocant la desbandada francesa, sent perseguits i escomesos fins a arribar a mitja llegua (uns dos quilòmetres) de Besers.
Roger de Llúria va ordenar la retirada a la platja de Valrans, on estaven les galeres, i de camí van saquejar i cremar la ciutat de Serinhan, inclòs el seu castell, tret de l'església de la Mare de Déu de la Gràcia.

## Conseqüències
Roger de Llúria no tenia intenció d'atacar Beziers, i va atacar Agde, abans de dirigir-se a Aigües Mortes i tornar a Barcelona amb un impressionant botí.